# Rueda de casino
Entre 1950 et 1956, dans des casinos cubains (Casino Deportivo, Casino La Playa, Casino Spanish) où l'on danse un peu de tout (son cubain, mambo, cha-cha-cha, mais aussi foxtrot et rock 'n' roll) naît une nouvelle manière de danser le son cubain, dans le temps et non plus en contretemps, le Casino (plus tard appelé salsa cubaine).
S'inspirant de danseurs dans la rue qui pratiquaient la rueda (mot espagnol qui signifie roue), où plusieurs couples dansent en cercle, un meneur annonce des mots qui indiquent une passe que tous doivent faire, ou bien un changement de partenaire (le but étant de changer de partenaire), les danseurs de « Casino » vont inventer la Rueda de Casino (ou « baile cubano en grupo ») et la danser dans des clubs tels que « La Tropical », « Los Jardines de la Tropicana » et « El Liceo de la Habana ».
En 1959, lors du carnaval de la Havane la comparsa des Guaracheros de Regla va développer de nouvelles figures du casino.
Le pas de base (en espagnol " paso básico " ou " básico " ) est appelé « pas de casino » (ou juste « casino »), « dile que si », « guapeando » ou encore « guapea ».
Ce style de danse fait partie du patrimoine culturel et reflète aujourd'hui, avec une grande force, le caractère du peuple cubain.

## Records
Le premier record du nombre de participants à une rueda validé par le Livre Guinness des records  fut réalisé le 17 août 2007 à Santiago de Cali en Colombie. Il fut battu le 15 juin 2009 à l'université des sciences informatiques de Cuba, avec 1 027 couples (soit 2 056 personnes).
En 2014, le record est à nouveau battu avec 1 102 couples à Thessalonique en Grèce.
En 2024, le projet "Retomando el son bailando casino" dirigé par Luis Llamo "El embajador del son" réunit 2964 personnes qui dansent simultanément la rueda dans 80 communes différentes de Cuba, homologué par la l'organisation Cubaine "Organizacion de record mundiales de musica, bailes populares y deportivos cubanos" et non par le Guinness des Records.

## Un concept repris dans d'autres danses
- Une variante nommée « Rueda de bachata » a vu le jour en 2003 à Boston et se danse sur la bachata.
- Swing Rueda, Rueda de Cha-cha-cha, Roda de Kizomba, etc.

## Chansons qui parlent de la rueda
- Adalberto Álvarez y su Son - Para bailar casino (2003)
- Moncada - La rueda de casino (2003)
- Yuri Buenaventura - Rueda de casino (2005)
- Miguel Enriquez - Sacala, Sacala (2006)
- Ruben Paz et Cheverefusion - La rueda (2016)
- Elito Revé y su Charangón - Cuba Baila Casino (Tributo a la Rueda) (2019)
- Ogbeshe y Oddara - Casino (2020)
- Luis Garate Blanes (chanteur du groupe Duende) : Dame (2025)

## Appels
- Bulla (« Remue-ménage ») : Appel à crier « Hey !!! » (sur le temps 5). Bulla Doble : « Hey ! Hey ! »
- Dame : le cavalier va chercher la première cavalière à sa droite. Dame Con Vuelta : idem mais le cavalier tourne sur lui-même d'abord. Dame Dos (Deux), le cavalier va chercher le seconde cavalière à sa droite, Dame Con Una : On tape une fois dans ses mains, Dame Con Coca-Cola : le cavalier va chercher la première cavalière à sa droite et lui fait faire un tour à la taille. Dame Arriba (ou simplement Arriba) : la cavalier va chercher la première cavalière à gauche
- Enchufla : Sur les 4 premiers temps, le cavalier fait faire un tour à sa partenaire à l'intérieur de la rueda et prend sa place puis sur les 4 temps suivants, il va chercher la première cavalière qui était à sa droite au tout début. Enchufla Doble : idem avec deux tours. Il existe une infinité de variantes où on mime une action ou un personnage ensuite : Principe Bueno (le Bon Prince : baise-main), Principe Malo (Le Méchant Prince : frappe la main), Castigala : donne une fessée, Peluqueria : décoiffe la cavalière, Policia : fouille au corps, La moto, el avion, et côté personnages on peut citer  Dracula (mordre le cou), Frankenstein : démarche de mort-vivant, Pingui, Michael Jackson (crier "Hi Hi" en se touchant les bourses), Rabbi Jacob (tourner comme dans la danse juive),